# Оводов, Николай Осипович
Николай Осипович (Иосифович) Оводов (1855 — ?) — крестьянин, депутат Государственной думы II созыва от Курской губернии.

## Биография
Крестьянин села Веть Дмитриевского уезда Курской губернии. Окончил сельскую школу. Слушал вечерние курсы для рабочих в Новороссийском университете. Более половины жизни провёл на фабриках в качестве рабочего. Организатор крестьянских выступлений в 1904—1905 годах. С 1883 более шести раз подвергался арестам и тюремному заключению за революционную пропаганду. В думских документах указывается, что в партиях не состоял. Занимался земледелием на участке площадью 5,5 десятин надельной земли.

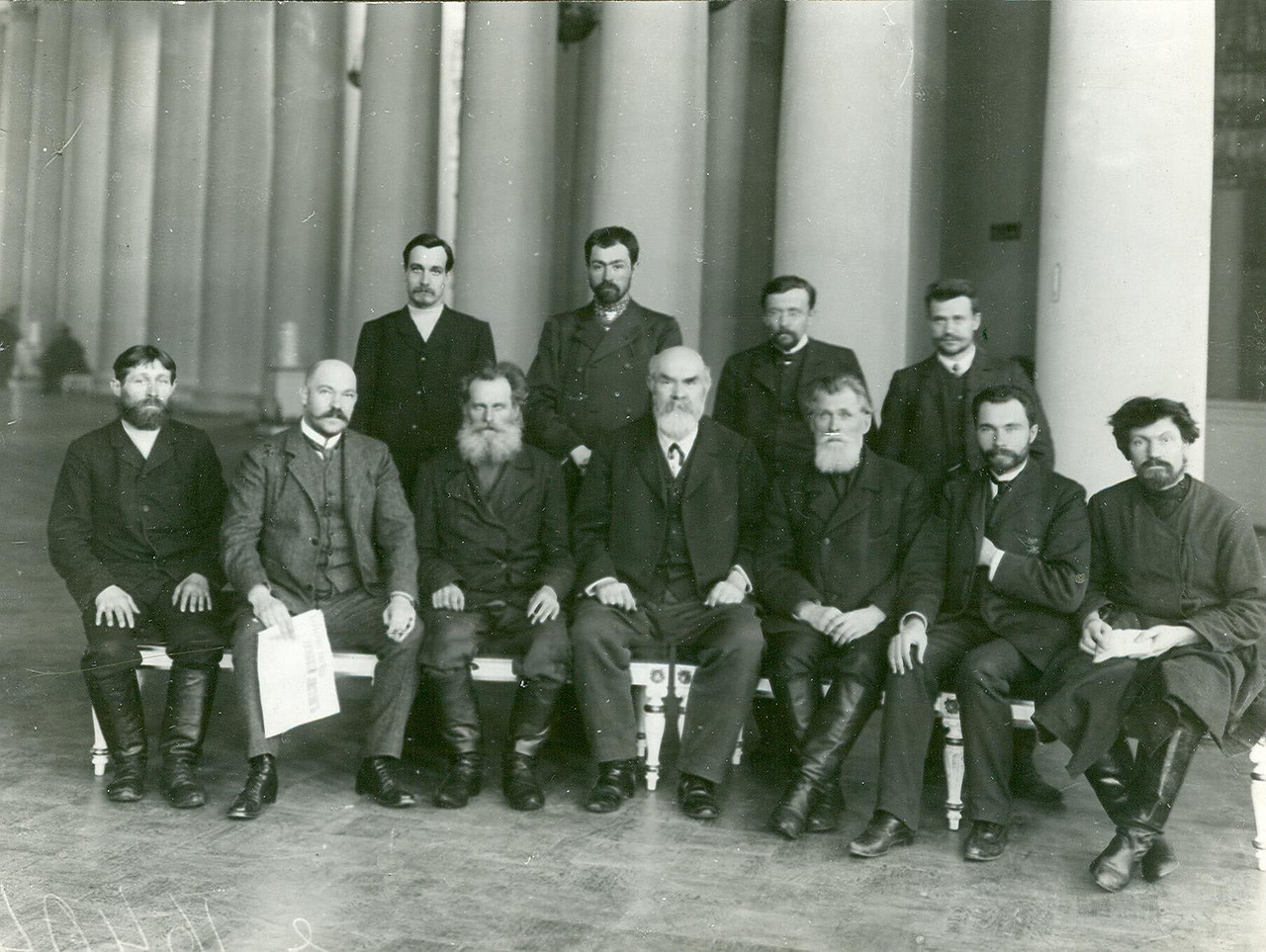
Депутаты II Государственной Думы от Курской губернии. Первый ряд — А. Е. Афанасьев, К. Ф. Тахтамиров, Н. O. Оводов, В. И. Долженков, С. И. Волков, И. Н. Мушенко, И. Е. Пьяных. Второй ряд — А. И. Русанов, П. С. Лохвицкий, Р. Я. Смирнов, Д. К. Белановский

7 февраля 1907 года избран в Государственную думу II созыва от съезда уполномоченных от волостей Курской губернии. При проводах Оводова в Думу в деревне Вети собрались крестьяне из 9 деревень, развивались красные флаги, пелись революционные песни. В Думе вошёл в состав группы Социалистов-революционеров. Состоял в думской комиссии по свободе совести.
Дальнейшая судьба и дата смерти неизвестны.

### Архивы
- Российский государственный исторический архив. Фонд 1278. Опись 1 (2-й созыв). Дело 306; Дело 604. Лист 16.